# Botved-klassen
Botved-klassen var en klasse, der bestod af to mindre enheder i Søværnet i Danmark, bygget hos Botved Boats i Mullerup Havn på Sjælland.
De to små skibe var ikke navngivne og kendtes kun ved deres pennantnumre (skrognumre), Y375 og Y376. De anvendtes til stationstjeneste ved hhv. Flådestation Frederikshavn og Flådestation Korsør.
Y375 brød i brand under sejlads og sank i 1995. Y376 fortsatte sin stationstjeneste ved Flådestation Korsør til den efter udfasning blev solgt på auktion den 21. april 2010.
| Pnt. | Kølen lagt | Søsat | Indgået            | Navngivet af | Skæbne                              | Kaldesignal |
| ---- | ---------- | ----- | ------------------ | ------------ | ----------------------------------- | ----------- |
| Y375 | -          | 1974  | 28. august 1974    | -            | Sank 27. maj 1995                   | OVHP        |
| Y376 | -          | 1974  | 25. september 1974 | -            | Solgt på auktion den 21. april 2010 | OVHQ        |

## Bevogtningsbådene
Botved Boats leverede yderligere tre både til Søværnet, men af en mindre type. Disse blev betegnet Bevogtningsbåde og havde skrognumrene Y377, Y378 og Y379. Bevogtningsbådene blev alle tre leveret i 1975 og indgik i flådens tal således:
- Y377: 7. februar
- Y378: 4. juni
- Y379: 30. september

De tre både havde, ligesom Y375 og Y376, intet navn, men blev i daglig tale spøgefuldt kaldt hhv Trine, Trunte og Trille.

## Links
- Billedserie taget i f.m. salg